# 3-Méthylcatéchol
Le 3-méthylcatéchol est un composé organique de formule C7H8O2 . Constitué d'un cycle benzénique substitué par un groupe méthyle (toluène) et deux groupes hydroxyle (phénol), c'est l'un des  six isomères du dihydroxytoluène, le composé 2,3-.
Structurellement proche des lignanes, il fait partie des aérosols émis lors de la combustion du bois.

## Métabolisme
L'enzyme 1,2-dihydroxy-6-méthylcyclohexa-3,5-diènecarboxylate déshydrogénase (en) catalyse la réaction entre le 1,2-dihydroxy-6-méthylcyclohexa-3,5-diénecarboxylate et NAD+ en 3-méthylcatéchol, NADH et CO2.
Les enzymes isofonctionnelles catéchol 1,2-dioxygénase des espèces Acinetobacter, Pseudomonas, Nocardia, Alcaligenes et Corynebacterium catalysent l'oxydation du 3-méthylcatéchol selon les schémas de clivage intradiol et extradiol. Cependant, les préparations enzymatiques  extraite de Brevibacterium et Arthrobacter  n'ont qu'une activité de clivage intradiol.

## Composés apparentés

Structure de la calopine

Le motif structurel du 3-méthylcatéchol est rare dans les produits naturels. On peut citer la  calopine et un dérivé δ-lactone, l'O-acétylcyclocalopine A, toutes deux isolées du bolet à beau pied (Caloboletus calopus), et qui seraient responsable de son goût amer.